# Stanley-Cup-Playoffs 1992
Die Playoffs um den Stanley Cup des Jahres 1992 begannen am 18. April 1992 und endeten am 1. Juni 1992 mit dem 4:0-Erfolg der Pittsburgh Penguins über die Chicago Blackhawks. Die Penguins verteidigten damit ihren Titel aus dem Vorjahr und gewannen bei ihrer zweiten Finalteilnahme ihren zweiten Stanley Cup. Ferner stellten sie in ihrem Mannschaftskapitän Mario Lemieux den Topscorer sowie den mit der Conn Smythe Trophy ausgezeichneten Most Valuable Player der Playoffs. Dabei wurde Lemieux nach Bernie Parent zum zweiten Spieler der NHL-Historie, der die Smythe Trophy verteidigen konnte. Die unterlegenen Blackhawks hingegen bestritten ihr erstes Stanley-Cup-Finale seit 1973 und mussten dabei die fünfte Endspiel-Niederlage in Folge hinnehmen.
Die erste Playoff-Runde gestaltete sich äußerst ausgeglichen, sodass sechs der acht Serien über die volle Distanz von sieben Spielen gingen und mit 54 Erstrunden-Partien ein Rekord aufgestellt wurde. Dem gegenüber endeten von allen folgenden Serien fünf in einem Sweep, inklusive beider Conference-Finals sowie des Stanley-Cup-Finals. Ferner verpasste das Franchise der Atlanta/Calgary Flames zum ersten Mal seit 1975 die Playoffs, sodass mit 16 Spielzeiten eine der längsten Serie der Ligageschichte ein Ende fand.
Darüber hinaus wurde erstmals in der Ligageschichte ein Playoff-Spiel durch den Videobeweis entschieden, als nach Ansicht der Fernsehbilder deutlich wurde, dass Sergei Fjodorows Schuss in der Overtime des Spiels gegen Minnesota nicht die Latte getroffen, sondern die Torlinie überquert hatte.

## Modus
Nachdem sich aus jeder Division die vier punktbesten Teams qualifiziert haben, starten die im K.-o.-System ausgetragenen Playoffs. Dabei trifft der jeweilige Erste auf den Vierten und der Zweite auf den Dritten einer jeden Division, sodass in den ersten zwei Runden die Divisionssieger ausgespielt werden. Diese treten in der Folge im Conference-Finale um den Einzug ins Stanley-Cup-Finale an.
Alle Serien jeder Runde werden im Best-of-Seven-Modus ausgespielt, das heißt, dass ein Team vier Siege zum Erreichen der nächsten Runde benötigt. Das höher gesetzte Team hat dabei in den ersten beiden Spielen Heimrecht, die nächsten beiden das gegnerische Team. Sollte bis dahin kein Sieger aus der Runde hervorgegangen sein, wechselt das Heimrecht von Spiel zu Spiel. So hat die höher gesetzte Mannschaft in den Spielen 1, 2, 5 und 7, also vier der maximal sieben Spiele, einen Heimvorteil. Der Sieger der Prince of Wales Conference wird mit der Prince of Wales Trophy ausgezeichnet und der Sieger der Campbell Conference mit der Clarence S. Campbell Bowl.
Bei Spielen, die nach der regulären Spielzeit von 60 Minuten unentschieden bleiben, folgt die Overtime. Sie endet durch das erste erzielte Tor (Sudden Death).

## Qualifizierte Teams
| Adams Division - (A1) Canadiens de Montréal - (A2) Boston Bruins - (A3) Buffalo Sabres - (A4) Hartford Whalers Patrick Division - (P1) New York Rangers - (P2) Washington Capitals - (P3) Pittsburgh Penguins - (P4) New Jersey Devils | Norris Division - (N1) Detroit Red Wings - (N2) Chicago Blackhawks - (N3) St. Louis Blues - (N4) Minnesota North Stars Smythe Division - (S1) Vancouver Canucks - (S2) Los Angeles Kings - (S3) Edmonton Oilers - (S4) Winnipeg Jets |

## Playoff-Baum
|  | Division-Halbfinale | Division-Halbfinale   | Division-Halbfinale |                     |                       | Division-Finale | Division-Finale              | Division-Finale |  |  | Conference-Finale | Conference-Finale | Conference-Finale |  |  | Stanley-Cup-Finale | Stanley-Cup-Finale | Stanley-Cup-Finale |
|  |                     |                       |                     |                     |                       |                 |                              |                 |  |  |                   |                   |                   |  |  |                    |                    |                    |
|  | A1                  | Canadiens de Montréal | 4                   |                     |                       |                 |                              |                 |  |  |                   |                   |                   |  |  |                    |                    |                    |
|  | A4                  | Hartford Whalers      | 3                   |                     |                       |                 |                              |                 |  |  |                   |                   |                   |  |  |                    |                    |                    |
|  | A4                  | Hartford Whalers      | 3                   | A1                  | Canadiens de Montréal | 0               |                              |                 |  |  |                   |                   |                   |  |  |                    |                    |                    |
|  |                     |                       |                     | A1                  | Canadiens de Montréal | 0               |                              |                 |  |  |                   |                   |                   |  |  |                    |                    |                    |
|  |                     |                       | A2                  | Boston Bruins       | 4                     |                 |                              |                 |  |  |                   |                   |                   |  |  |                    |                    |                    |
|  | A2                  | Boston Bruins         | A2                  | Boston Bruins       | 4                     | 4               |                              |                 |  |  |                   |                   |                   |  |  |                    |                    |                    |
|  | A2                  | Boston Bruins         |                     |                     |                       | 4               |                              |                 |  |  |                   |                   |                   |  |  |                    |                    |                    |
|  | A3                  | Buffalo Sabres        | 3                   |                     |                       |                 |                              |                 |  |  |                   |                   |                   |  |  |                    |                    |                    |
|  | A3                  | Buffalo Sabres        | 3                   | A2                  | Boston Bruins         | 0               |                              |                 |  |  |                   |                   |                   |  |  |                    |                    |                    |
|  |                     |                       |                     | A2                  | Boston Bruins         | 0               | Prince of Wales Conference   |                 |  |  |                   |                   |                   |  |  |                    |                    |                    |
|  |                     | P3                    | Pittsburgh Penguins | 4                   |                       |                 |                              |                 |  |  |                   |                   |                   |  |  |                    |                    |                    |
|  | P1                  | P3                    | Pittsburgh Penguins | 4                   | New York Rangers      | 4               |                              |                 |  |  |                   |                   |                   |  |  |                    |                    |                    |
|  | P1                  |                       |                     |                     | New York Rangers      | 4               |                              |                 |  |  |                   |                   |                   |  |  |                    |                    |                    |
|  | P4                  | New Jersey Devils     | 3                   |                     |                       |                 |                              |                 |  |  |                   |                   |                   |  |  |                    |                    |                    |
|  | P4                  | New Jersey Devils     | 3                   | P1                  | New York Rangers      | 2               |                              |                 |  |  |                   |                   |                   |  |  |                    |                    |                    |
|  |                     |                       |                     | P1                  | New York Rangers      | 2               |                              |                 |  |  |                   |                   |                   |  |  |                    |                    |                    |
|  |                     |                       | P3                  | Pittsburgh Penguins | 4                     |                 |                              |                 |  |  |                   |                   |                   |  |  |                    |                    |                    |
|  | P2                  | Washington Capitals   | P3                  | Pittsburgh Penguins | 4                     | 3               |                              |                 |  |  |                   |                   |                   |  |  |                    |                    |                    |
|  | P2                  | Washington Capitals   |                     |                     |                       |                 |                              |                 |  |  |                   |                   |                   |  |  |                    |                    |                    |
|  | P3                  | Pittsburgh Penguins   | 4                   |                     |                       |                 |                              |                 |  |  |                   |                   |                   |  |  |                    |                    |                    |
|  | P3                  | Pittsburgh Penguins   | 4                   | P3                  | Pittsburgh Penguins   | 4               |                              |                 |  |  |                   |                   |                   |  |  |                    |                    |                    |
|  |                     |                       |                     |                     |                       |                 |                              |                 |  |  |                   |                   |                   |  |  |                    |                    |                    |
|  |                     | N2                    | Chicago Blackhawks  | 0                   |                       |                 |                              |                 |  |  |                   |                   |                   |  |  |                    |                    |                    |
|  | N1                  | N2                    | Chicago Blackhawks  | 0                   | Detroit Red Wings     | 4               |                              |                 |  |  |                   |                   |                   |  |  |                    |                    |                    |
|  | N1                  |                       |                     |                     | Detroit Red Wings     | 4               |                              |                 |  |  |                   |                   |                   |  |  |                    |                    |                    |
|  | N4                  | Minnesota North Stars | 3                   |                     |                       |                 |                              |                 |  |  |                   |                   |                   |  |  |                    |                    |                    |
|  | N4                  | Minnesota North Stars | 3                   | N1                  | Detroit Red Wings     | 0               |                              |                 |  |  |                   |                   |                   |  |  |                    |                    |                    |
|  |                     |                       |                     | N1                  | Detroit Red Wings     | 0               |                              |                 |  |  |                   |                   |                   |  |  |                    |                    |                    |
|  |                     |                       | N2                  | Chicago Blackhawks  | 4                     |                 |                              |                 |  |  |                   |                   |                   |  |  |                    |                    |                    |
|  | N2                  | Chicago Blackhawks    | N2                  | Chicago Blackhawks  | 4                     | 4               |                              |                 |  |  |                   |                   |                   |  |  |                    |                    |                    |
|  | N2                  | Chicago Blackhawks    |                     |                     |                       | 4               |                              |                 |  |  |                   |                   |                   |  |  |                    |                    |                    |
|  | N3                  | St. Louis Blues       | 2                   |                     |                       |                 |                              |                 |  |  |                   |                   |                   |  |  |                    |                    |                    |
|  | N3                  | St. Louis Blues       | 2                   | N2                  | Chicago Blackhawks    | 4               |                              |                 |  |  |                   |                   |                   |  |  |                    |                    |                    |
|  |                     |                       |                     | N2                  | Chicago Blackhawks    | 4               | Clarence Campbell Conference |                 |  |  |                   |                   |                   |  |  |                    |                    |                    |
|  |                     | S3                    | Edmonton Oilers     | 0                   |                       |                 |                              |                 |  |  |                   |                   |                   |  |  |                    |                    |                    |
|  | S1                  | S3                    | Edmonton Oilers     | 0                   | Vancouver Canucks     | 4               |                              |                 |  |  |                   |                   |                   |  |  |                    |                    |                    |
|  | S1                  |                       |                     |                     |                       |                 |                              |                 |  |  |                   |                   |                   |  |  |                    |                    |                    |
|  | S4                  | Winnipeg Jets         | 3                   |                     |                       |                 |                              |                 |  |  |                   |                   |                   |  |  |                    |                    |                    |
|  | S4                  | Winnipeg Jets         | 3                   | S1                  | Vancouver Canucks     | 2               |                              |                 |  |  |                   |                   |                   |  |  |                    |                    |                    |
|  |                     |                       |                     | S1                  | Vancouver Canucks     | 2               |                              |                 |  |  |                   |                   |                   |  |  |                    |                    |                    |
|  |                     |                       | S3                  | Edmonton Oilers     | 4                     |                 |                              |                 |  |  |                   |                   |                   |  |  |                    |                    |                    |
|  | S2                  | Los Angeles Kings     | S3                  | Edmonton Oilers     | 4                     | 2               |                              |                 |  |  |                   |                   |                   |  |  |                    |                    |                    |
|  | S2                  | Los Angeles Kings     |                     |                     |                       |                 |                              |                 |  |  |                   |                   |                   |  |  |                    |                    |                    |
|  | S3                  | Edmonton Oilers       | 4                   |                     |                       |                 |                              |                 |  |  |                   |                   |                   |  |  |                    |                    |                    |

## Division-Halbfinale

### Prince of Wales Conference

#### (A1) Canadiens de Montréal – (A4) Hartford Whalers
| 19. April 1992 | Canadiens de Montréal Gilbert Dionne (16:18) Gilbert Dionne (55:55) | 2:0 (1:0, 0:0, 1:0) Spielbericht Stand: 1:0 | Hartford Whalers | Forum de Montréal, Montréal, Québec Zuschauer: 16.624 |

| 21. April 1992 | Canadiens de Montréal Brent Gilchrist (2:46) Brent Gilchrist (30:54) Kirk Muller (32:31) Guy Carbonneau (35:42) Éric Desjardins (59:45) | 5:2 (1:1, 3:1, 1:0) Spielbericht Stand: 2:0 | Hartford Whalers John Cullen (7:16) Randy Cunneyworth (35:07) | Forum de Montréal, Montréal, Québec Zuschauer: 16.627 |

| 23. April 1992 | Hartford Whalers Zarley Zalapski (24:29) Murray Craven (30:19) John Cullen (39:09) Murray Craven (42:38) Patrick Poulin (56:06) | 5:2 (0:1, 3:0, 2:1) Spielbericht Stand: 1:2 | Canadiens de Montréal Patrice Brisebois (17:52) Stéphan Lebeau (59:23) | Hartford Civic Center, Hartford, Connecticut Zuschauer: 6.728 |

| 25. April 1992 | Hartford Whalers Yvon Corriveau (12:18) Randy Cunneyworth (27:26) Murray Craven (59:41) | 3:1 (1:0, 1:0, 1:1) Spielbericht Stand: 2:2 | Canadiens de Montréal Kirk Muller (47:28) | Hartford Civic Center, Hartford, Connecticut Zuschauer: 10.071 |

| 27. April 1992 | Canadiens de Montréal Sylvain Turgeon (19:47) Kirk Muller (35:01) Brian Skrudland (35:37) Kirk Muller (37:41) Patrice Brisebois (39:55) John LeClair (41:24) Shayne Corson (52:19) | 7:4 (1:2, 4:1, 2:1) Spielbericht Stand: 3:2 | Hartford Whalers Randy Cunneyworth (4:03) Yvon Corriveau (12:42) Andrew Cassels (28:33) Patrick Poulin (43:00) | Forum de Montréal, Montréal, Québec Zuschauer: 16.693 |

| 29. April 1992 | Hartford Whalers Zarley Zalapski (21:48) Yvon Corriveau (60:24) | 2:1 n. V. (0:0, 1:1, 0:0, 1:0) Spielbericht Stand: 3:3 | Canadiens de Montréal Denis Savard (24:39) | Hartford Civic Center, Hartford, Connecticut Zuschauer: 8.262 |

| 1. Mai 1992 | Canadiens de Montréal Mathieu Schneider (6:08) Gilbert Dionne (11:07) Russ Courtnall (85:26) | 3:2 n. V. (2:0, 0:2, 0:0, 0:0, 1:0) Spielbericht Stand: 4:3 | Hartford Whalers Andrew Cassels (28:13) Geoff Sanderson (35:36) | Forum de Montréal, Montréal, Québec Zuschauer: 17.718 |

#### (A2) Boston Bruins – (A3) Buffalo Sabres
| 19. April 1992 | Boston Bruins Adam Oates (41:44) Vladimír Růžička (45:10) | 2:3 (0:1, 0:2, 2:0) Spielbericht Stand: 0:1 | Buffalo Sabres Petr Svoboda (14:46) Pat LaFontaine (22:28) Doug Bodger (27:02) | Boston Garden, Boston, Massachusetts Zuschauer: 12.681 |

| 21. April 1992 | Boston Bruins Joé Juneau (7:00) Dave Reid (13:22) Adam Oates (71:14) | 3:2 n. V. (2:0, 0:1, 0:1, 1:0) Spielbericht Stand: 1:1 | Buffalo Sabres Pat LaFontaine (29:12) Wayne Presley (48:32) | Boston Garden, Boston, Massachusetts Zuschauer: 12.897 |

| 23. April 1992 | Buffalo Sabres Randy Wood (23:05) Pat LaFontaine (35:00) | 2:3 (0:2, 2:1, 0:0) Spielbericht Stand: 1:2 | Boston Bruins Ted Donato (3:30) Ray Bourque (11:13) Adam Oates (39:21) | Buffalo Memorial Auditorium, Buffalo, New York Zuschauer: 14.207 |

| 25. April 1992 | Buffalo Sabres Dale Hawerchuk (4:10) Pat LaFontaine (6:22) Dave Andreychuk (34:46) Wayne Presley (40:55) | 4:5 n. V. (2:3, 1:1, 1:0, 0:1) Spielbericht Stand: 1:3 | Boston Bruins Glen Wesley (3:30) Adam Oates (11:44) Gord Murphy (13:59) Joé Juneau (22:38) Ted Donato (62:08) | Buffalo Memorial Auditorium, Buffalo, New York Zuschauer: 16.325 |

| 27. April 1992 | Boston Bruins | 0:2 (0:1, 0:1, 0:0) Spielbericht Stand: 3:2 | Buffalo Sabres Pat LaFontaine (11:48) Dave Hannan (34:54) | Boston Garden, Boston, Massachusetts Zuschauer: 14.448 |

| 29. April 1992 | Buffalo Sabres Wayne Presley (5:28) Doug Bodger (11:01) Pat LaFontaine (23:39) Brad May (25:32) Colin Patterson (27:19) Pat LaFontaine (30:17) Randy Wood (58:00) Dave Hannan (59:27) Bob Corkum (59:48) | 9:3 (2:0, 4:1, 3:2) Spielbericht Stand: 3:3 | Boston Bruins Brent Hughes (28:05) Ray Bourque (47:22) Brent Hughes (52:22) | Buffalo Memorial Auditorium, Buffalo, New York Zuschauer: 13.537 |

| 1. Mai 1992 | Boston Bruins Glen Murray (17:20) Steve Leach (42:55) Dave Reid (51:40) | 3:2 (1:0, 0:1, 2:1) Spielbericht Stand: 4:3 | Buffalo Sabres Pat LaFontaine (22:07) Dale Hawerchuk (44:38) | Boston Garden, Boston, Massachusetts Zuschauer: 14.109 |

#### (P1) New York Rangers – (P4) New Jersey Devils
| 19. April 1992 | New York Rangers Darren Turcotte (2:06) Mike Gartner (45:12) | 2:1 (1:0, 0:0, 1:1) Spielbericht Stand: 1:0 | New Jersey Devils Zdeno Cíger (52:31) | Madison Square Garden, New York City, New York Zuschauer: 18.200 |

| 21. April 1992 | New York Rangers Mark Messier (9:04) Brian Leetch (24:18) Mark Messier (50:59) | 3:7 (1:1, 1:3, 1:3) Spielbericht Stand: 1:1 | New Jersey Devils Kevin Todd (16:37) Peter Šťastný (21:22) Claude Lemieux (37:54) Laurie Boschman (38:50) Bill Guerin (40:32) Claude Lemieux (51:32) Randy McKay (53:59) | Madison Square Garden, New York City, New York Zuschauer: 18.200 |

| 23. April 1992 | New Jersey Devils Stéphane Richer (8:50) Scott Stevens (16:14) Claude Vilgrain (21:25) | 3:1 (2:1, 1:0, 0:0) Spielbericht Stand: 2:1 | New York Rangers Mark Messier (13:18) | Brendan Byrne Arena, East Rutherford, New Jersey Zuschauer: 19.040 |

| 25. April 1992 | New Jersey Devils | 0:3 (0:0, 0:0, 0:3) Spielbericht Stand: 2:2 | New York Rangers Jan Erixon (44:14) Paul Broten (48:39) Mike Gartner (58:51) | Brendan Byrne Arena, East Rutherford, New Jersey Zuschauer: 19.040 |

| 27. April 1992 | New York Rangers Mike Gartner (10:41) Mike Gartner (18:41) Joe Kocur (22:57) Mike Gartner (27:14) Doug Weight (27:56) Kris King (47:30) Adam Graves (53:22) Adam Graves (55:49) | 8:5 (2:0, 3:2, 3:3) Spielbericht Stand: 3:2 | New Jersey Devils Kevin Todd (32:03) Alexei Kassatonow (34:59) Scott Stevens (42:46) Waleri Selepukin (43:38) Bill Guerin (47:57) | Madison Square Garden, New York City, New York Zuschauer: 18.200 |

| 29. April 1992 | New Jersey Devils Peter Šťastný (3:57) Claude Lemieux (28:49) Kevin Todd (31:10) Zdeno Cíger (35:43) Peter Šťastný (53:32) | 5:3 (1:1, 3:2, 1:0) Spielbericht Stand: 3:3 | New York Rangers Tony Amonte (17:37) Tie Domi (24:09) Brian Leetch (35:03) | Brendan Byrne Arena, East Rutherford, New Jersey Zuschauer: 19.040 |

| 1. Mai 1992 | New York Rangers Darren Turcotte (2:30) Mike Gartner (9:38) Adam Graves (12:33) Mark Messier (21:40) Adam Graves (22:38) Brian Leetch (33:34) Darren Turcotte (54:36) Mark Messier (58:11) | 8:4 (3:1, 3:1, 2:2) Spielbericht Stand: 4:3 | New Jersey Devils Tommy Albelin (3:58) Bill Guerin (38:49) Claude Lemieux (47:55) Pat Conacher (50:10) | Madison Square Garden, New York City, New York Zuschauer: 18.200 |

#### (P2) Washington Capitals – (P3) Pittsburgh Penguins
| 19. April 1992 | Washington Capitals Peter Bondra (23:03) John Druce (33:42) Peter Bondra (57:52) | 3:1 (0:0, 2:1, 1:0) Spielbericht Stand: 1:0 | Pittsburgh Penguins Troy Loney (23:41) | Capital Centre, Landover, Maryland Zuschauer: 16.689 |

| 21. April 1992 | Washington Capitals Dmytro Chrystytsch (10:04) Peter Bondra (13:42) Michal Pivoňka (19:39) Sylvain Côté (22:49) Dino Ciccarelli (29:47) Kelly Miller (46:13) | 6:2 (3:2, 2:0, 1:0) Spielbericht Stand: 2:0 | Pittsburgh Penguins Larry Murphy (5:16) Kevin Stevens (7:08) | Capital Centre, Landover, Maryland Zuschauer: 17.453 |

| 23. April 1992 | Pittsburgh Penguins Phil Bourque (6:27) Joe Mullen (21:46) Jaromír Jágr (27:35) Mario Lemieux (37:18) Mario Lemieux (39:07) Mario Lemieux (59:09) | 6:4 (1:2, 4:0, 1:2) Spielbericht Stand: 1:2 | Washington Capitals Kevin Hatcher (1:33) Dmytro Chrystytsch (17:47) Al Iafrate (53:57) Kevin Hatcher (57:48) | Civic Arena, Pittsburgh, Pennsylvania Zuschauer: 16.164 |

| 25. April 1992 | Pittsburgh Penguins Mario Lemieux (45:25) Bryan Trottier (52:45) | 2:7 (0:3, 0:0, 2:4) Spielbericht Stand: 1:3 | Washington Capitals Todd Krygier (4:39) Dino Ciccarelli (7:22) Dmytro Chrystytsch (19:29) Dino Ciccarelli (41:35) Dino Ciccarelli (46:17) Peter Bondra (46:34) Dino Ciccarelli (58:16) | Civic Arena, Pittsburgh, Pennsylvania Zuschauer: 16.164 |

| 27. April 1992 | Washington Capitals Todd Krygier (12:36) Al Iafrate (27:53) | 2:5 (1:1, 1:2, 0:2) Spielbericht Stand: 3:2 | Pittsburgh Penguins Bryan Trottier (2:43) Bob Errey (30:16) Larry Murphy (37:32) Jaromír Jágr (46:59) Bob Errey (59:10) | Capital Centre, Landover, Maryland Zuschauer: 17.621 |

| 29. April 1992 | Pittsburgh Penguins Kevin Stevens (2:48) Kevin Stevens (5:05) Joe Mullen (29:10) Phil Bourque (31:01) Mario Lemieux (38:19) Mario Lemieux (54:41) | 6:4 (2:3, 3:1, 1:0) Spielbericht Stand: 3:3 | Washington Capitals Dale Hunter (12:30) Peter Bondra (15:19) Peter Bondra (18:19) Al Iafrate (23:55) | Civic Arena, Pittsburgh, Pennsylvania Zuschauer: 16.164 |

| 1. Mai 1992 | Washington Capitals Al Iafrate (20:24) | 1:3 (0:1, 1:1, 0:1) Spielbericht Stand: 3:4 | Pittsburgh Penguins Mario Lemieux (14:01) Jaromír Jágr (29:40) Joe Mullen (59:27) | Capital Centre, Landover, Maryland Zuschauer: 17.783 |

### Clarence Campbell Conference

#### (N1) Detroit Red Wings – (N4) Minnesota North Stars
| 18. April 1992 | Detroit Red Wings Sergei Fjodorow (12:50) Sergei Fjodorow (38:02) Steve Yzerman (39:45) | 3:4 (1:1, 2:1, 0:2) Spielbericht Stand: 0:1 | Minnesota North Stars David Shaw (14:32) Bobby Smith (32:30) Jim Johnson (43:57) Brian Bellows (53:45) | Joe Louis Arena, Detroit, Michigan Zuschauer: 19.875 |

| 20. April 1992 | Detroit Red Wings Paul Ysebaert (15:13) Alan Kerr (40:41) | 2:4 (1:2, 0:1, 1:1) Spielbericht Stand: 0:2 | Minnesota North Stars Mike Modano (3:49) Dave Gagner (18:35) Derrick Smith (27:30) Gaétan Duchesne (59:52) | Joe Louis Arena, Detroit, Michigan Zuschauer: 19.688 |

| 22. April 1992 | Minnesota North Stars Mike Modano (1:11) Dave Gagner (9:14) Neal Broten (25:39) Brian Bellows (28:04) | 4:5 n. V. (2:2, 2:1, 0:1, 0:1) Spielbericht Stand: 2:1 | Detroit Red Wings Sergei Fjodorow (15:06) Nicklas Lidström (18:14) Jimmy Carson (31:58) Ray Sheppard (56:28) Yves Racine (61:15) | Met Center, Bloomington, Minnesota Zuschauer: 13.128 |

| 24. April 1992 | Minnesota North Stars Mark Tinordi (7:05) Mike Modano (31:51) David Shaw (36:50) Brian Bellows (38:43) Todd Elik (51:27) | 5:4 (1:3, 3:1, 1:0) Spielbericht Stand: 3:1 | Detroit Red Wings Ray Sheppard (3:48) Ray Sheppard (10:25) Steve Chiasson (16:38) Ray Sheppard (35:08) | Met Center, Bloomington, Minnesota Zuschauer: 15.434 |

| 26. April 1992 | Detroit Red Wings Steve Yzerman (13:33) Mike Sillinger (53:42) Jimmy Carson (58:51) | 3:0 (1:0, 0:0, 2:0) Spielbericht Stand: 2:3 | Minnesota North Stars | Joe Louis Arena, Detroit, Michigan Zuschauer: 19.875 |

| 28. April 1992 | Minnesota North Stars | 0:1 n. V. (0:0, 0:0, 0:0, 0:1) Spielbericht Stand: 3:3 | Detroit Red Wings Sergei Fjodorow (76:13) | Met Center, Bloomington, Minnesota Zuschauer: 13.177 |

| 30. April 1992 | Detroit Red Wings Sergei Fjodorow (31:04) Alan Kerr (34:07) Gerard Gallant (37:57) Bob Probert (47:35) Shawn Burr (56:53) | 5:2 (0:0, 3:0, 2:2) Spielbericht Stand: 4:3 | Minnesota North Stars Brian Bellows (43:50) Mike Craig (59:09) | Joe Louis Arena, Detroit, Michigan Zuschauer: 19.875 |

#### (N2) Chicago Blackhawks – (N3) St. Louis Blues
| 18. April 1992 | Chicago Blackhawks Brian Noonan (35:08) Jocelyn Lemieux (39:23) Brian Noonan (40:30) | 3:1 (0:1, 2:0, 1:0) Spielbericht Stand: 1:0 | St. Louis Blues Dave Christian (23:24) | Chicago Stadium, Chicago, Illinois Zuschauer: 17.472 |

| 20. April 1992 | Chicago Blackhawks Chris Chelios (4:03) Chris Chelios (5:29) Tony Horacek (16:37) | 3:5 (3:2, 0:2, 0:1) Spielbericht Stand: 1:1 | St. Louis Blues Stéphane Quintal (2:06) Ron Sutter (7:48) Brett Hull (25:23) Jeff Brown (36:42) Dave Christian (59:39) | Chicago Stadium, Chicago, Illinois Zuschauer: 16.846 |

| 22. April 1992 | St. Louis Blues Nelson Emerson (1:41) Nelson Emerson (9:17) Dave Christian (39:20) Garth Butcher (53:03) Brett Hull (83:33) | 5:4 n. V. (2:3, 1:1, 1:0, 0:0, 1:0) Spielbericht Stand: 2:1 | Chicago Blackhawks Jeremy Roenick (12:42) Mike Hudson (14:14) Igor Krawtschuk (19:38) Dirk Graham (20:42) | St. Louis Arena, St. Louis, Missouri Zuschauer: 16.584 |

| 24. April 1992 | St. Louis Blues Brett Hull (7:44) Curt Giles (34:57) Brendan Shanahan (36:57) | 3:5 (1:2, 2:1, 0:2) Spielbericht Stand: 2:2 | Chicago Blackhawks Jeremy Roenick (11:29) Brent Sutter (16:09) Stéphane Matteau (21:27) Brian Noonan (45:04) Mike Hudson (55:15) | St. Louis Arena, St. Louis, Missouri Zuschauer: 18.089 |

| 26. April 1992 | Chicago Blackhawks Stéphane Matteau (10:07) Steve Larmer (17:12) Steve Larmer (30:54) Brad Lauer (34:45) Chris Chelios (42:29) Jocelyn Lemieux (55:11) | 6:4 (2:1, 2:2, 2:1) Spielbericht Stand: 3:2 | St. Louis Blues Philippe Bozon (1:57) Brett Hull (20:36) Brendan Shanahan (22:05) Jeff Brown (55:56) | Chicago Stadium, Chicago, Illinois Zuschauer: 17.428 |

| 28. April 1992 | St. Louis Blues Nelson Emerson (32:35) | 1:2 (0:1, 1:1, 0:0) Spielbericht Stand: 2:4 | Chicago Blackhawks Jeremy Roenick (8:22) Jeremy Roenick (27:54) | St. Louis Arena, St. Louis, Missouri Zuschauer: 17.131 |

#### (S1) Vancouver Canucks – (S4) Winnipeg Jets
| 18. April 1992 | Vancouver Canucks Igor Larionow (10:35) Pawel Bure (37:13) | 2:3 (1:1, 1:0, 0:2) Spielbericht Stand: 0:1 | Winnipeg Jets Fredrik Olausson (12:15) Jewgeni Dawydow (40:18) Eddie Olczyk (43:15) | Pacific Coliseum, Vancouver, British Columbia Zuschauer: 16.123 |

| 20. April 1992 | Vancouver Canucks Tom Fergus (8:54) Trevor Linden (30:52) Jyrki Lumme (48:47) | 3:2 (1:0, 1:1, 1:1) Spielbericht Stand: 1:1 | Winnipeg Jets Keith Tkachuk (21:39) Aaron Broten (42:53) | Pacific Coliseum, Vancouver, British Columbia Zuschauer: 16.123 |

| 22. April 1992 | Winnipeg Jets Randy Carlyle (7:39) Pat Elynuik (19:46) Lucien DeBlois (30:12) Thomas Steen (41:01) | 4:2 (2:0, 1:0, 1:2) Spielbericht Stand: 2:1 | Vancouver Canucks Robert Kron (47:26) Jim Sandlak (52:39) | Winnipeg Arena, Winnipeg, Manitoba Zuschauer: 13.393 |

| 24. April 1992 | Winnipeg Jets Jewgeni Dawydow (8:52) Phil Housley (26:28) Thomas Steen (40:37) | 3:1 (1:0, 1:0, 1:1) Spielbericht Stand: 3:1 | Vancouver Canucks Tom Fergus (48:47) | Winnipeg Arena, Winnipeg, Manitoba Zuschauer: 15.568 |

| 26. April 1992 | Vancouver Canucks Pawel Bure (17:30) Jim Sandlak (19:56) Dave Babych (20:35) Jyrki Lumme (22:28) Petr Nedvěd (27:20) Doug Lidster (28:59) Jim Sandlak (41:49) Geoff Courtnall (50:22) | 8:2 (2:0, 4:2, 2:0) Spielbericht Stand: 2:3 | Winnipeg Jets Eddie Olczyk (36:24) Aaron Broten (37:21) | Pacific Coliseum, Vancouver, British Columbia Zuschauer: 16.123 |

| 28. April 1992 | Winnipeg Jets Keith Tkachuk (5:03) Pat Elynuik (39:31) Keith Tkachuk (40:17) | 3:8 (1:2, 1:3, 1:3) Spielbericht Stand: 3:3 | Vancouver Canucks Cliff Ronning (5:35) Pawel Bure (8:42) Cliff Ronning (20:34) Trevor Linden (30:27) Tom Fergus (31:27) Pawel Bure (42:50) Tom Fergus (50:23) Pawel Bure (51:02) | Winnipeg Arena, Winnipeg, Manitoba Zuschauer: 14.941 |

| 30. April 1992 | Vancouver Canucks Tom Fergus (9:25) Trevor Linden (31:40) Geoff Courtnall (37:09) Geoff Courtnall (41:25) Geoff Courtnall (59:20) | 5:0 (1:0, 2:0, 2:0) Spielbericht Stand: 4:3 | Winnipeg Jets | Pacific Coliseum, Vancouver, British Columbia Zuschauer: 16.123 |

#### (S2) Los Angeles Kings – (S3) Edmonton Oilers
| 18. April 1992 | Los Angeles Kings Rob Blake (38:15) | 1:3 (0:2, 1:1, 0:0) Spielbericht Stand: 0:1 | Edmonton Oilers Vincent Damphousse (4:14) Brian Glynn (15:45) Brian Glynn (29:44) | Great Western Forum, Inglewood, Kalifornien Zuschauer: 16.005 |

| 20. April 1992 | Los Angeles Kings Paul Coffey (0:46) Tony Granato (11:23) Paul Coffey (14:53) Marty McSorley (31:53) Rob Blake (32:55) Charlie Huddy (39:13) Jari Kurri (44:41) Mike Donnelly (47:00) | 8:5 (3:2, 3:2, 2:1) Spielbericht Stand: 1:1 | Edmonton Oilers Bernie Nicholls (6:35) David Maley (6:59) Bernie Nicholls (28:04) Joe Murphy (29:26) Josef Beránek (52:54) | Great Western Forum, Inglewood, Kalifornien Zuschauer: 16.005 |

| 22. April 1992 | Edmonton Oilers Bernie Nicholls (14:53) Vincent Damphousse (23:51) Joe Murphy (41:23) Bernie Nicholls (52:37) | 4:3 (1:2, 1:1, 2:0) Spielbericht Stand: 2:1 | Los Angeles Kings Dave Taylor (3:29) Jay Miller (12:46) Luc Robitaille (33:37) | Northlands Coliseum, Edmonton, Alberta Zuschauer: 17.503 |

| 24. April 1992 | Edmonton Oilers Scott Mellanby (13:02) Dave Manson (21:02) Vincent Damphousse (56:13) | 3:4 (1:1, 1:0, 1:3) Spielbericht Stand: 2:2 | Los Angeles Kings Luc Robitaille (19:00) Paul Coffey (41:12) Paul Coffey (43:02) Luc Robitaille (43:53) | Northlands Coliseum, Edmonton, Alberta Zuschauer: 17.503 |

| 26. April 1992 | Los Angeles Kings Wayne Gretzky (24:02) Wayne Gretzky (38:23) | 2:5 (0:0, 2:1, 0:4) Spielbericht Stand: 2:3 | Edmonton Oilers Esa Tikkanen (20:47) Vincent Damphousse (42:55) Esa Tikkanen (53:37) Esa Tikkanen (58:45) Bernie Nicholls (59:48) | Great Western Forum, Inglewood, Kalifornien Zuschauer: 16.005 |

| 28. April 1992 | Edmonton Oilers Josef Beránek (1:39) Joe Murphy (17:15) Martin Gélinas (22:41) | 3:0 (2:0, 1:0, 0:0) Spielbericht Stand: 4:2 | Los Angeles Kings | Northlands Coliseum, Edmonton, Alberta Zuschauer: 16.323 |

## Division-Finale

### Prince of Wales Conference

#### (A1) Canadiens de Montréal – (A2) Boston Bruins
| 3. Mai 1992 | Canadiens de Montréal Sean Hill (16:15) Éric Desjardins (25:36) Denis Savard (38:16) Mike McPhee (45:40) | 4:6 (1:2, 2:3, 1:1) Spielbericht Stand: 0:1 | Boston Bruins Gordon Hynes (4:09) Steve Leach (14:25) Dave Poulin (26:10) Joé Juneau (30:38) Steve Leach (38:59) Ray Bourque (58:46) | Forum de Montréal, Montréal, Québec Zuschauer: 16.535 |

| 5. Mai 1992 | Canadiens de Montréal Éric Desjardins (8:43) Shayne Corson (44:53) | 2:3 n. V. (1:0, 0:1, 1:1, 0:1) Spielbericht Stand: 0:2 | Boston Bruins Glen Murray (39:02) Dave Poulin (54:05) Peter Douris (63:12) | Forum de Montréal, Montréal, Québec Zuschauer: 17.033 |

| 7. Mai 1992 | Boston Bruins Glen Murray (9:10) Vladimír Růžička (19:55) Jim Wiemer (21:35) | 3:2 (2:1, 1:0, 0:1) Spielbericht Stand: 3:0 | Canadiens de Montréal Mike Keane (1:32) Denis Savard (51:18) | Boston Garden, Boston, Massachusetts Zuschauer: 14.448 |

| 9. Mai 1992 | Boston Bruins Dave Poulin (32:08) Peter Douris (59:15) | 2:0 (0:0, 1:0, 1:0) Spielbericht Stand: 4:0 | Canadiens de Montréal | Boston Garden, Boston, Massachusetts Zuschauer: 14.448 |

#### (P1) New York Rangers – (P3) Pittsburgh Penguins
| 3. Mai 1992 | New York Rangers Kris King (23:02) Tony Amonte (30:24) | 2:4 (0:2, 2:2, 0:0) Spielbericht Stand: 0:1 | Pittsburgh Penguins Troy Loney (13:56) Larry Murphy (15:22) Kevin Stevens (22:00) Ron Francis (32:08) | Madison Square Garden, New York City, New York Zuschauer: 17.744 |

| 5. Mai 1992 | New York Rangers Brian Leetch (33:53) Jeff Beukeboom (52:36) Kris King (54:36) Jeff Beukeboom (59:57) | 4:2 (0:1, 1:1, 3:0) Spielbericht Stand: 1:1 | Pittsburgh Penguins Kevin Stevens (1:29) Larry Murphy (36:13) | Madison Square Garden, New York City, New York Zuschauer: 18.200 |

| 7. Mai 1992 | Pittsburgh Penguins Kevin Stevens (11:00) Ron Francis (21:09) Ron Francis (33:06) Larry Murphy (37:29) Kevin Stevens (50:13) | 5:6 n. V. (1:3, 3:1, 1:1, 0:1) Spielbericht Stand: 1:2 | New York Rangers Adam Graves (3:45) Tim Kerr (4:36) Sergei Nemtschinow (17:14) Mike Gartner (26:24) Jan Erixon (45:24) Kris King (61:29) | Civic Arena, Pittsburgh, Pennsylvania Zuschauer: 16.164 |

| 9. Mai 1992 | Pittsburgh Penguins Mike Needham (13:28) Ron Francis (39:54) Ron Francis (50:37) Troy Loney (51:52) Ron Francis (62:47) | 5:4 n. V. (1:2, 1:1, 2:1, 1:0) Spielbericht Stand: 2:2 | New York Rangers Randy Gilhen (4:56) Tony Amonte (13:04) Mark Messier (30:49) Mark Messier (40:46) | Civic Arena, Pittsburgh, Pennsylvania Zuschauer: 16.164 |

| 11. Mai 1992 | New York Rangers Darren Turcotte (26:59) Mike Gartner (41:51) | 2:3 (0:2, 1:0, 1:1) Spielbericht Stand: 2:3 | Pittsburgh Penguins Rick Tocchet (1:15) Jaromír Jágr (7:04) Jaromír Jágr (54:27) | Madison Square Garden, New York City, New York Zuschauer: 18.200 |

| 13. Mai 1992 | Pittsburgh Penguins Rick Tocchet (25:57) Jaromír Jágr (31:22) Shawn McEachern (33:43) Rick Tocchet (58:11) Ron Francis (59:19) | 5:1 (0:0, 3:1, 2:0) Spielbericht Stand: 4:2 | New York Rangers Doug Weight (27:42) | Civic Arena, Pittsburgh, Pennsylvania Zuschauer: 16.164 |

### Clarence Campbell Conference

#### (N1) Detroit Red Wings – (N2) Chicago Blackhawks
| 2. Mai 1992 | Detroit Red Wings Yves Racine (36:24) | 1:2 (0:0, 1:1, 0:1) Spielbericht Stand: 0:1 | Chicago Blackhawks Stéphane Matteau (25:30) Jocelyn Lemieux (53:33) | Joe Louis Arena, Detroit, Michigan Zuschauer: 19.875 |

| 4. Mai 1992 | Detroit Red Wings Steve Yzerman (44:08) | 1:3 (0:2, 0:1, 1:0) Spielbericht Stand: 0:2 | Chicago Blackhawks Jeremy Roenick (1:07) Greg Gilbert (14:13) Steve Larmer (29:22) | Joe Louis Arena, Detroit, Michigan Zuschauer: 19.875 |

| 6. Mai 1992 | Chicago Blackhawks Jeremy Roenick (8:01) Dirk Graham (8:31) Chris Chelios (35:31) Steve Larmer (37:14) Dirk Graham (55:13) | 5:4 (2:0, 2:2, 1:2) Spielbericht Stand: 3:0 | Detroit Red Wings Mike Sillinger (28:14) Ray Sheppard (34:29) Gerard Gallant (40:51) Ray Sheppard (42:09) | Chicago Stadium, Chicago, Illinois Zuschauer: 17.548 |

| 8. Mai 1992 | Chicago Blackhawks Brent Sutter (58:26) | 1:0 (0:0, 0:0, 1:0) Spielbericht Stand: 4:0 | Detroit Red Wings | Chicago Stadium, Chicago, Illinois Zuschauer: 18.472 |

#### (S1) Vancouver Canucks – (S3) Edmonton Oilers
| 3. Mai 1992 | Vancouver Canucks Geoff Courtnall (14:33) Jim Sandlak (25:59) Pawel Bure (52:45) | 3:4 n. V. (1:0, 1:2, 1:1, 0:1) Spielbericht Stand: 0:1 | Edmonton Oilers Norm Maciver (30:55) Bernie Nicholls (35:28) Vincent Damphousse (54:55) Joe Murphy (68:36) | Pacific Coliseum, Vancouver, British Columbia Zuschauer: 16.123 |

| 4. Mai 1992 | Vancouver Canucks Geoff Courtnall (12:30) Igor Larionow (14:00) Cliff Ronning (17:43) Cliff Ronning (22:34) | 4:0 (3:0, 1:0, 0:0) Spielbericht Stand: 1:1 | Edmonton Oilers | Pacific Coliseum, Vancouver, British Columbia Zuschauer: 16.123 |

| 6. Mai 1992 | Edmonton Oilers Chris Joseph (15:33) Joe Murphy (24:27) Joe Murphy (44:35) Joe Murphy (58:35) Brian Glynn (59:40) | 5:2 (1:0, 1:0, 3:2) Spielbericht Stand: 2:1 | Vancouver Canucks Cliff Ronning (43:37) Cliff Ronning (59:05) | Northlands Coliseum, Edmonton, Alberta Zuschauer: 14.561 |

| 8. Mai 1992 | Edmonton Oilers Petr Klíma (14:11) Esa Tikkanen (19:53) Scott Mellanby (39:04) | 3:2 (2:1, 1:1, 0:0) Spielbericht Stand: 3:1 | Vancouver Canucks Adrien Plavsic (15:58) Dave Babych (28:51) | Northlands Coliseum, Edmonton, Alberta Zuschauer: 17.503 |

| 10. Mai 1992 | Vancouver Canucks Cliff Ronning (4:40) Trevor Linden (13:34) Igor Larionow (20:49) Cliff Ronning (21:23) | 4:3 (2:0, 2:3, 0:0) Spielbericht Stand: 2:3 | Edmonton Oilers Joe Murphy (22:20) Dave Manson (37:09) Mark Lamb (39:27) | Pacific Coliseum, Vancouver, British Columbia Zuschauer: 16.123 |

| 12. Mai 1992 | Edmonton Oilers Craig MacTavish (8:58) Vincent Damphousse (16:29) Esa Tikkanen (58:58) | 3:0 (2:0, 0:0, 1:0) Spielbericht Stand: 4:2 | Vancouver Canucks | Northlands Coliseum, Edmonton, Alberta Zuschauer: 16.403 |

## Conference-Finale

### Prince of Wales Conference

#### (P3) Pittsburgh Penguins – (A2) Boston Bruins
| 17. Mai 1992 | Pittsburgh Penguins Bryan Trottier (3:26) Jock Callander (14:22) Shawn McEachern (52:27) Jaromír Jágr (69:44) | 4:3 n. V. (2:2, 0:1, 1:0, 1:0) Spielbericht Stand: 1:0 | Boston Bruins Bob Sweeney (5:40) Ted Donato (13:35) Glen Wesley (39:16) | Civic Arena, Pittsburgh, Pennsylvania Zuschauer: 16.164 |

| 19. Mai 1992 | Pittsburgh Penguins Troy Loney (6:02) Jaromír Jágr (17:07) Rick Tocchet (31:35) Mario Lemieux (52:47) Mario Lemieux (59:59) | 5:2 (2:1, 1:0, 2:1) Spielbericht Stand: 2:0 | Boston Bruins Glen Murray (0:59) Adam Oates (49:43) | Civic Arena, Pittsburgh, Pennsylvania Zuschauer: 16.164 |

| 21. Mai 1992 | Boston Bruins Joé Juneau (48:11) | 1:5 (0:3, 0:1, 1:1) Spielbericht Stand: 0:3 | Pittsburgh Penguins Kevin Stevens (9:08) Kevin Stevens (12:42) Kevin Stevens (15:03) Bryan Trottier (28:26) Kevin Stevens (54:31) | Boston Garden, Boston, Massachusetts Zuschauer: 14.448 |

| 23. Mai 1992 | Boston Bruins Steve Leach (45:53) | 1:5 (0:2, 0:2, 1:1) Spielbericht Stand: 0:4 | Pittsburgh Penguins Jaromír Jágr (4:51) Mario Lemieux (13:09) Paul Stanton (25:27) Mario Lemieux (33:58) Dave Michayluk (59:49) | Boston Garden, Boston, Massachusetts Zuschauer: 14.448 |

### Clarence Campbell Conference

#### (N2) Chicago Blackhawks – (S3) Edmonton Oilers
| 16. Mai 1992 | Chicago Blackhawks Steve Larmer (0:47) Jeremy Roenick (16:57) Mike Peluso (22:51) Jeremy Roenick (23:20) Steve Smith (24:17) Michel Goulet (44:37) Igor Krawtschuk (48:24) Steve Larmer (52:32) | 8:2 (2:2, 3:0, 3:0) Spielbericht Stand: 1:0 | Edmonton Oilers Dave Manson (4:05) Craig MacTavish (16:24) | Chicago Stadium, Chicago, Illinois Zuschauer: 18.472 |

| 18. Mai 1992 | Chicago Blackhawks Steve Larmer (16:35) Steve Larmer (45:59) Michel Goulet (56:19) Stéphane Matteau (57:04) | 4:2 (1:2, 0:0, 3:0) Spielbericht Stand: 2:0 | Edmonton Oilers Anatoli Semjonow (8:04) Bernie Nicholls (11:30) | Chicago Stadium, Chicago, Illinois Zuschauer: 17.265 |

| 20. Mai 1992 | Edmonton Oilers Bernie Nicholls (2:08) Craig MacTavish (13:00) Brian Glynn (47:13) | 3:4 n. V. (2:0, 0:3, 1:0, 0:1) Spielbericht Stand: 0:3 | Chicago Blackhawks Brian Noonan (26:36) Rob Brown (33:31) Chris Chelios (38:49) Jeremy Roenick (62:45) | Northlands Coliseum, Edmonton, Alberta Zuschauer: 16.214 |

| 22. Mai 1992 | Edmonton Oilers Kelly Buchberger (41:23) | 1:5 (0:1, 0:4, 1:0) Spielbericht Stand: 0:4 | Chicago Blackhawks Rob Brown (9:35) Jeremy Roenick (24:59) Brian Noonan (27:35) Mike Hudson (28:46) Brian Noonan (30:37) | Northlands Coliseum, Edmonton, Alberta Zuschauer: 17.503 |

## Stanley-Cup-Finale

### (P3) Pittsburgh Penguins – (N2) Chicago Blackhawks
| 26. Mai 1992 | Pittsburgh Penguins Phil Bourque (17:26) Rick Tocchet (35:24) Mario Lemieux (36:23) Jaromír Jágr (55:05) Mario Lemieux (59:47) | 5:4 (1:3, 2:1, 2:0) Spielbericht Stand: 1:0 | Chicago Blackhawks Chris Chelios (6:34) Michel Goulet (13:17) Dirk Graham (13:43) Brent Sutter (31:36) | Civic Arena, Pittsburgh, Pennsylvania Zuschauer: 16.164 |

| 28. Mai 1992 | Pittsburgh Penguins Bob Errey (9:52) Mario Lemieux (32:55) Mario Lemieux (35:23) | 3:1 (1:0, 2:1, 0:0) Spielbericht Stand: 2:0 | Chicago Blackhawks Bryan Marchment (30:24) | Civic Arena, Pittsburgh, Pennsylvania Zuschauer: 16.164 |

| 30. Mai 1992 | Chicago Blackhawks | 0:1 (0:1, 0:0, 0:0) Spielbericht Stand: 0:3 | Pittsburgh Penguins Kevin Stevens (15:26) | Chicago Stadium, Chicago, Illinois Zuschauer: 18.472 |

| 1. Juni 1992 | Chicago Blackhawks Dirk Graham (6:21) Dirk Graham (6:51) Dirk Graham (16:18) Jeremy Roenick (35:40) Jeremy Roenick (51:18) | 5:6 (3:3, 1:1, 1:2) Spielbericht Stand: 0:4 | Pittsburgh Penguins Jaromír Jágr (1:37) Kevin Stevens (6:33) Mario Lemieux (10:13) Rick Tocchet (20:58) Larry Murphy (44:51) Ron Francis (47:59) | Chicago Stadium, Chicago, Illinois Zuschauer: 18.472 |

### Stanley-Cup-Sieger
Der Stanley-Cup-Sieger Pittsburgh Penguins ließ traditionell insgesamt 52 Personen, davon 31 Spieler sowie einige Funktionäre, darunter der Trainerstab und das Management, auf den Sockel der Trophäe eingravieren. Im Laufe der Saison war Bob Johnson, der noch im Vorjahr das Team zum Titel geführt hatte, an Krebs verstorben. Auch sein Name wurde auf den Cup graviert. Unter den Funktionären waren auch die Assistenztrainer Rick Kehoe und Barry Smith, sowie Scout Charlie Hodge, der schon als Spieler viermal den Stanley Cup gewinnen konnte. Für die Spieler gilt dabei, dass sie entweder 41 Partien für die Mannschaft in der regulären Saison bestritten haben sollten oder eine Partie in der Finalserie. Ausnahmen machte man für Mike Needham und Jeff Daniels.
Die 31 Spieler Pittsburghs setzen sich aus drei Torhütern, neun Verteidigern und 19 Angreifern zusammen. Im Kader der Penguins standen vier Europäer und mit Jim Paek ein Asiate.
| Stanley-Cup-Sieger Pittsburgh Penguins | Torhüter: Tom Barrasso, Ken Wregget, Wendell Young Verteidiger: Jeff Chychrun, Grant Jennings, Larry Murphy, Jim Paek, Gordie Roberts, Kjell Samuelsson, Ulf Samuelsson, Paul Stanton, Peter Taglianetti Angreifer: Phil Bourque, Jock Callander, Jay Caufield, Jeff Daniels, Bob Errey, Ron Francis, Jiří Hrdina, Jaromír Jágr, Jamie Leach, Mario Lemieux (C), Troy Loney, Shawn McEachern, Dave Michayluk, Joe Mullen, Mike Needham, Ken Priestlay, Kevin Stevens, Rick Tocchet, Bryan Trottier Cheftrainer: Scotty Bowman General Manager: Craig Patrick |

## Beste Scorer
Abkürzungen: GP = Spiele, G = Tore, A = Assists, Pts = Punkte, +/− = Plus/Minus, PIM = Strafminuten; Fett: Bestwert
| Spieler         | Team       | GP | G  | A  | Pts | +/− | PIM |
| --------------- | ---------- | -- | -- | -- | --- | --- | --- |
| Mario Lemieux   | Pittsburgh | 15 | 16 | 18 | 34  | +6  | 2   |
| Kevin Stevens   | Pittsburgh | 21 | 13 | 15 | 28  | +2  | 28  |
| Ron Francis     | Pittsburgh | 21 | 8  | 19 | 27  | +8  | 6   |
| Jaromír Jágr    | Pittsburgh | 21 | 11 | 13 | 24  | +4  | 6   |
| Joe Murphy      | Edmonton   | 16 | 8  | 16 | 24  | +2  | 12  |
| Jeremy Roenick  | Chicago    | 18 | 12 | 10 | 22  | +11 | 12  |
| Chris Chelios   | Chicago    | 18 | 6  | 15 | 21  | +19 | 37  |
| Rick Tocchet    | Pittsburgh | 14 | 6  | 13 | 19  | ±0  | 24  |
| Bernie Nicholls | Edmonton   | 16 | 8  | 11 | 19  | +2  | 25  |
| Adam Oates      | Boston     | 15 | 5  | 14 | 19  | −6  | 4   |

## Beste Torhüter
Die kombinierte Tabelle zeigt die jeweils drei besten Torhüter in den Kategorien Gegentorschnitt und Fangquote sowie die jeweils Führenden in den Kategorien Shutouts und Siege.
Abkürzungen: GP = Spiele, Min = Eiszeit (in Minuten), W = Siege, L = Niederlagen, GA = Gegentore, SO = Shutouts, Sv% = gehaltene Schüsse (in %), GAA = Gegentorschnitt; Fett: Bestwert; Sortiert nach Gegentorschnitt.
 Erfasst werden nur Torhüter mit 180 absolvierten Spielminuten.
| Spieler           | Team       | GP | Min     | W  | L | GA | SO | Sv%  | GAA  |
| ----------------- | ---------- | -- | ------- | -- | - | -- | -- | ---- | ---- |
| Ed Belfour        | Chicago    | 18 | 948:47  | 12 | 4 | 39 | 1  | 90,2 | 2,47 |
| Tim Cheveldae     | Detroit    | 11 | 597:18  | 3  | 7 | 25 | 2  | 91,0 | 2,51 |
| Kirk McLean       | Vancouver  | 13 | 784:35  | 6  | 7 | 33 | 2  | 90,9 | 2,52 |
| Frank Pietrangelo | Hartford   | 7  | 425:28  | 3  | 4 | 19 | 0  | 92,2 | 2,68 |
| Tom Barrasso      | Pittsburgh | 21 | 1232:59 | 16 | 5 | 58 | 1  | 90,7 | 2,82 |
| Bill Ranford      | Edmonton   | 16 | 908:33  | 8  | 8 | 51 | 2  | 89,5 | 3,37 |